# Vysokoškolské město Ľ. Štúra – Mlyny UK
Vysokoškolské město Ľ. Štúra – Mlýny UK (v minulosti také Studentské domovy a jídelny Ľudovíta Štúra, zkráceně SDaJ LS) je ubytovací zařízení Univerzity Komenského. Nachází se v Slavičím údolí, okres Bratislava IV, část Karlova Ves, na okraji chráněné krajinné oblasti Malé Karpaty – Sitina. 
Součástí komplexu vysokoškolského města patřícímu Univerzitě Komenského jsou koleje Mlýnská Dolina (tzv. atriové domky), internát Ľudovíta Štúra a Manželský internát. Nejvýznamnější z nich je komplex atriových domků, které byly realizovány v letech 1969-1977 podle návrhu architekta Vladimíra Dědečka.
Vysokoškolské město Ľ. Štúra – Mlýny UK jsou největším ubytovacím zařízením na území bývalého Československa. Kapacita cca 6 500 lůžek je soustředěna ve třech objektech (Štúrak, atriové domky, Manželské koleje), které mají vzhledem k různé vybavenosti ubytovacích prostor rozdílné ceny za ubytování. Během školního roku (září-červen) poskytuje komplex ubytování zejména studentům Univerzity Komenského, ale i jiných vysokých škol a dalším zájemcům – nestudentům. V létě (červenec-srpen) je ubytování přístupné široké veřejnosti ve více kvalitativních kategoriích (apartmány, hostel, ubytovna). Celoročně je realizováno ubytování v třílůžkových nadstandardních apartmánech s příslušenstvím.

## Internát Ľ. Štúra
Internát Ľ. Štúra, také „Výškové bloky“, „Štúrak") sestává z dvojice výškových obytných budov s 14 nadzemními podlažími, které jsou propojeny společnou halou. Tyto výškové budovy pocházejí z kopie projektu, který byl nejprve realizován ve Švýcarsku a jehož mottem bylo Corbusierovský „stroj na bydlení“.
Ve výškových blocích jsou studenti ubytováni v buňkách po deseti. Každá buňka má 4 pokoje (ve dvou bývají tři a ve dvou dva studenti) koupelnu se sprchou a toaletou.

## Atriové domky
Jedná se o mozaiku z osmnácti navzájem propojených (na horizontální úrovni podlaží) atriových domků (označené A až T). Jsou to čtyřpodlažní objekty s terasovitým charakterem a s typickými atrii. V atriových budovách jsou studenti ubytováni převážně po třech, na některých blocích po dvou nebo po jednom. Původně byly pokoje určen výhradně pro dvě osoby, avšak postupem času byly z kapacitních důvodů rozšířené.  Část pokojů na patře jsou jednolůžkové. Sprchy a sociální zařízení jsou společné pro jedno patro. Část komplexu prošla rekonstrukcí a má např. i instalován internet. Atriové domky jsou pověstné tím, že byly postaveny na nejednotném geologickém podkladu. To způsobovalo poklesy základů v částech stavby a tím i různé poruchy v jejím provozu. 
Mezi objekty vznikly atria – prostory k odpočinku a rekreaci. Samotné objekty mají v jádru situovány hygienické a společenské prostory s kuchyňkou, kolem nichž jsou rozloženy pokoje původně jedno a dvoulůžkové, které se změnily z důvodu nedostatečných kapacit na dvou a třílůžkové.

## Manželská kolej
Nejnovějším komplexem ŠDJŠ je dvojice budov – tzv. Manželských kolejí. Ubytování je zde poskytováno v 6lůžkových buňkách tvořených třemi 2lůžkovými pokoji (hygienická zařízení v rámci buňky).

## Služby
Stravovací služby zajišťují jídelny v objektu atriových domků a několik bufetů. Kromě ubytování a stravování poskytují i jiné služby: v prostorách internátu se nachází několik prodejen, bufetů, jakož i poměrně populární disko klub využívaný především studenty, lékař pro dospělé, zubní lékař, počítačové místnosti, prádelna, knihovna, apod. Ve výškových budovách je umístěno i Univerzitní pastorační centrum sv. Josefa Freinademetze, ve kterém se konají bohoslužby, diskuse, koncerty, videoprojekce a nabízí prostor pro formální a neformální setkání, sportovní aktivity (stolní tenis, stolní fotbal). K dispozici je i kuchyňka.
Od roku 2003 jsou koleje ve vlastnictví Univerzity Komenského v Bratislavě, která je předtím měla ve správě jako majetek státu . Část ubytovacích kapacit je určena na hotelové ubytování, část ubytovací kapacity nabízí celoročně ubytování i nestudentům. Možnosti ubytování jsou i v letních měsících jako pro studenty, tak i pro nestudenty.